# Cuadrado de Postnikov
En topología algebraica, un cuadrado de Postnikov es cierta operación cohomológica de un primer grupo de cohomología H1 a un tercer grupo de cohomología H3, introducido por Mijaíl Postnikov (1949). Eilenberg (1952) describió una generalización tomando clases de Ht a H2t+1.